# Alain Lorraine
Pour les articles homonymes, voir Lorraine (homonymie).

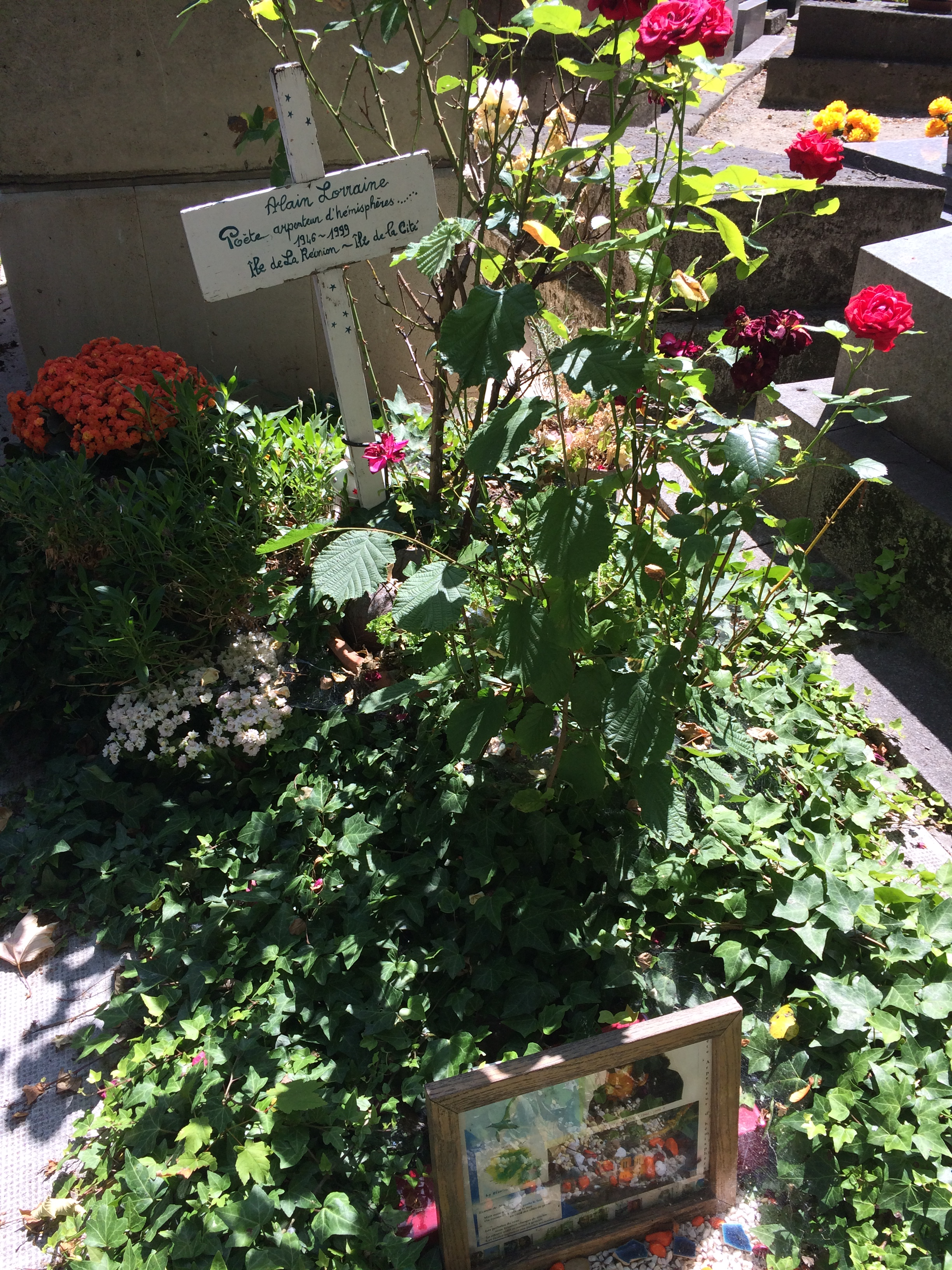
Sépulture d'Alain Lorraine au cimetière de Montmartre à Paris.

Alain Lorraine est un journaliste et poète français né le 3 novembre 1946 à Saint-Denis de la Réunion et mort le 19 mai 1999 à Paris, des suites d'une longue maladie. Son nom a été donné à une école de la commune de Saint-Denis en 2001 et à une école de la commune de La Possession en 2005, ainsi qu'à la Bibliothèque intercommunale de Saint-Denis (quartier de La Source) en 2010.

## Ouvrages
- Tienbo le rein, Beaux visages cafrines sous la lampe, (poésie) 1975.
- Les Chrétiens du désordre (essai-reportage) 1979
- Sur le black (recueil poétique) 1990
- Dehors est un grand pays (recueil poétique) 1993
- Jeamblon ou les petites libertés (nouvelles) 1996
- Une communauté invisible, 175 000 Réunionnais en France métropolitaine (Essai collectif) 1996
- Les Chrétiens du désordre, (Essai-reportage) 1979
- Histoires de silence, 1998 production Théâtre de Haute Provence.